# پیشینه صنعت چاپ در ایران
پیشینهٔ صنعت چاپ در ایران نشان‌دهندهٔ مسیر تحولات این صنعت از دوران باستان تا دوران معاصر است. صنعت چاپ در ایران با کتیبه‌های سنگی و نسخه‌های خطی آغاز شد و با ورود چاپ سنگی و سپس چاپ سربی و مدرن، مسیر تحول خود را طی کرد.

## منشأ واژهٔ چاپ
ورود واژهٔ چاپ به زبان فارسی را به اواخر قرن هفتم هجری و زمان سلطنت گیخاتوخان، پسر اباقاخان مغول (۶۹۰–۶۹۴ق) نسبت می‌دهند و آن مربوط به پول‌های کاغذی ای بوده که به آن چاو یا کا او می‌گفتند. اولین دستگاه چاپ در ایران به‌شمار آورد. این دستگاه بسیار ساده بود و بر اساس پِرِس و حکاکی روی چرم استوار بود. عده‌ای نیز معتقدند واژهٔ چاپ همان چهاب یا چهابه است در زبان هندی به مفهوم مهری که با آن بر روی پارچه نقش می‌زدند.
نظرات صاحب نظران به‌طور کلی در دو دسته، طبقه‌بندی می‌شود:
- لغات «چاپ» و «چاپ خانه» از همین دوره وارد زبان فارسی شده و اصل آن از «چاو» و «چاوخانه» گرفته شده است.
- لغت «چاپ» برگرفته از ریشه «چهاپ» یا «چهاپه» در زبان سانسکریت است. (واژه‌نامه دهخدا نیز نظر بر این دارد)

## پیشینه چاپ در ایران

#### دوران باستان و پیش از اسلام

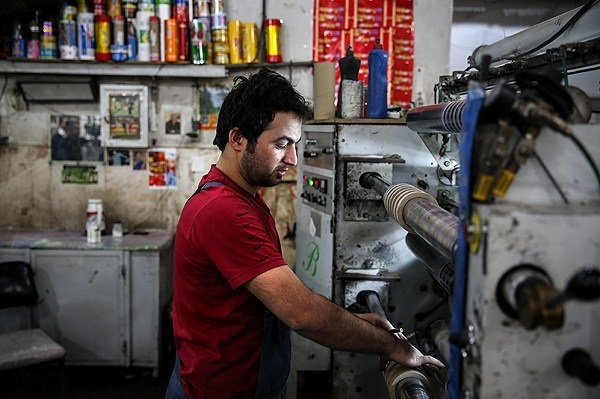
چاپخانه‌ای در تهران، ۱۱ مارس ۲۰۱۳

چاپ و نشر در ایران با نگارش خط میخی در دوران هخامنشیان آغاز شد. کتیبه‌های داریوش در پل بیستون از نخستین نمونه‌های آثار نوشتاری ثبت‌شده در تاریخ ایران هستند. همچنین، الواح گلی که در دوران عیلامیان و ساسانیان برای مستندسازی اطلاعات استفاده می‌شدند، نمونه‌هایی از اولین روش‌های نشر محسوب می‌شوند.

#### دوران اسلامی و نسخه‌های خطی
با ظهور اسلام، خط عربی و کاغذسازی از طریق ارتباط با چین به ایران وارد شد. در این دوران، کتابخانه‌ها و مراکز علمی نظیر بیت‌الحکمه و رصدخانه مراغه، نقشی اساسی در ترویج علوم داشتند. کاتبان نسخه‌های خطی، کتاب‌هایی در زمینه‌های مختلف علمی، ادبی، و مذهبی استنساخ می‌کردند.

#### چاپ در دوران صفوی
در دوران صفویان، نخستین چاپ‌خانه‌های چاپ سربی توسط مبلغان مسیحی در جلفای اصفهان تأسیس شدند، اما به دلیل مخالفت‌های مذهبی، رشد چندانی نداشتند.

#### چاپ در دوران افشاریه
در دوره حکومت افشاریه، نادرشاه به گزارش دو سیاح خارجی جزوه‌هایی به لاتینی و عربی در ایران چاپ و پخش شد.

#### چاپ در دوران قاجاریه
در دوران ولایت عهدی عباس میرزای نایب السلطنه است که صنعت چاپ در ایران به‌طور جدی آغاز و شکل می‌گیرد. زمان فتحعلیشاه قاجار. عباس میرزا به دلیل استقرار حکومتش در تبریز و نزدیکی‌اش با عثمانی و با برخی از صنایع که در آن دیار به کار گرفته می‌شد، آشنا شد؛ علاوه بر آن، او خواهان پیشرفت‌های نظامی و سیاسی بود، به ویژه برای تعلیم و آموزش سپاه شکست خورده در جنگ‌های با روس و دیگر علوم لازم، به ضرورت رفع عقب ماندگی‌های محسوس در آن زمان؛ در این میان چاپخانه‌ای لازم بود که به نشر روزنامه و کتاب‌های آگاهی دهنده به ویژه کتاب‌های علمی اختصاص یابد. این مهم سرانجام با حمایت و پی‌گیری‌های او محقق شد. بدین ترتیب، در نهایت، اولین چاپ خانهٔ «چاپ سربی» در ایران مصادف با تأسیس دارالفنون چاپ سربی به ایران وارد شد.
روزنامهٔ کاغذ اخبار (۱۲۵۳ قمری) از نخستین نشریاتی بود که با این روش چاپ شد. این دوران را می‌توان آغاز رسمی صنعت نشر مدرن در ایران دانست.
در اواخر زمان قاجار نیز صنعت چاپ سنگی رواج یافت و کتاب‌هایی مانند شاهنامه فردوسی و بوستان سعدی به این شیوه منتشر شدند.

#### چاپ در دوران پهلوی
در دوران پهلوی اول و پهلوی دوم، صنعت نشر ایران با ایجاد وزارت فرهنگ و راه‌اندازی چاپخانه‌های مدرن گسترش یافت. سیاست‌های سوادآموزی و ترویج کتابخوانی نیز در این دوران اجرا شدند.

## صنعت چاپ در شهر اصفهان
خلیفهٔ وقت ارمنی‌های جلفای اصفهان، خاچاطور کساراتسی به همراه روحانی دیگری به نام «سیمون» به لهستان سفر کرد تا به برخی از مشکلات جامعهٔ ارمنیان آن کشور در خصوص مسائل دینی آن دیار سر و سامان دهد؛ در آنجا از چاپ کتاب آگاه گردید. چون به جلفا بازگشت درصدد برآمد چاپخانه‌ای دایر نماید. بر این اساس، یکی از روحانیان را به اروپا گسیل داشت تا در این زمینه تحقیق کند. پس از بازگشت این روحانی، بر اساس توضیحات و مشاهدات وی و بدون دسترسی به تجربهٔ کافی، استادان ارمنی جلفا با همکاری خلیفه دست به کار شدند و تمامی وسایل چاپ از قبیل ماشین چاپ، حروف، کاغذ مرکب و غیره را با دست تهیه و اقدام به ساخت آن کردند. آن‌ها پس از یک سال و پنج ماه تلاش موفق شدند اولین کتاب را در ایران چاپ کنند و این سرآغاز تاریخ چاپ در ایران بود.

سومین ماشین چاپ در جلفای اصفهان سال ۱۸۴۴ میلادی

نخستین کتاب «زبور داوود» بود که در سال ۱۶۳۸ میلادی چاپ شد. یک سال و پنج ماه برای چاپ این کتاب وقت صرف شد. در یادداشت‌های این کتاب نوشته شده است:
«یک سال و پنج ماه است که روز و شب بدون وقفه با کل اعضاء حوزهٔ علمیه به کار مشغولیم، برای اینکه نه از جایی دیده‌ایم و نه استادی داشته‌ایم.»
دومین کتاب به نام «هاراتس وارگ» در سال ۱۶۴۱ میلادی به چاپ رسید. کتاب مزبور شرح حال روحانیون ارمنی، تارک دنیاها و پندنامه است. این کتاب تنها در پانصد نسخه، با حروف بسیار درشت و صفحات دو ستونه، به چاپ رسانند.
کتاب «خورهر تاددر» سومین کتابی بود که در چاپخانه وانک در سال ۱۶۴۱ میلادی به چاپ رسید. در سال ۱۶۴۲ میلادی چهارمین کتاب به نام «ژاماگیرک آدنی» چاپ شد؛ که از نظر شکل ظاهری، در مقایسه با کتاب اول، دارای حروف کوچکتر و زیباتر و چاپی منظم تر و مرتب تر بود و بخش‌هایی از آداب انجام مراسم کلیسایی را شامل می‌شد. کتاب ژاماگیرک آدنی مزین به تصاویر زیبایی از حروف ارمنی به شکل پرندگان و تزیینات قوسی شکل به سبک ارمنی است که احتمال می‌رود کار میناس، نقاش اهل جلفا، باشد. در یادداشت‌های این کتاب نوشته شده است:
«... زیرا خاچاطور هر روز آثار چاپی را در میان ملل لاتین مشاهده می‌کرد و آرزو داشت که ارمنیان نیز از این نعمت برخوردار باشند. باید همراه ذکر نام این پدر مقدس و شاگردان پاک‌سرشت او نامهای سیمون، داویت، مگردیچ، باقداسار و بقیه را ذکر کنیم و نیز وارتاپت هوهانس را، که به کشورهای لاتین سفر کرد تا از آنها بیاموزد و به ارمنستان بازگردد این صنعت را به ارمنیان بشناساند».
چاپخانهٔ جلفای اصفهان پس از وقفه‌ای طولانی از ۱۸۷۲میلادی بار دیگر شروع به کار کرد با همت شخصی به نام مانوک هوردانانیان بار دیگر صنعت چاپ در محله جلفا (اصفهان) رونق گرفت. هوردانانیان ضمناً بنیان‌گذار مدرسه‌ای دخترانه در جلفا بود. او، که در جاوه زندگی می‌کرد، یک دستگاه کامل چاپ به زادگاهش، جلفا، فرستاد (۱۸۴۴ میلادی)، تا در کلیسای وانک از آن استفاده شود. این دستگاه چاپ به مدت ۲۸ سال بی استفاده ماند تا اینکه در ۱۸۷۲میلادی با کوشش خلیفهٔ وقت، اسقف «گریگوریس هوانسیان»، راه‌اندازی شد و کتبی خاص تعلیم زبان ارمنی منتشر کرد.

قالب‌های چوبی و فلزی که برای حروف ریزی
در چاپخانهٔ جلفای اصفهان(۱۶۴۶ میلادی) استفاده می‌شد

به کوشش اسقف «استپانوس مخیتاریان»، خلیفه ارمنیان آذربایجان، در سال ۱۸۸۹ میلادی یک دستگاه ماشین چاپ برای رفع نیازهای مدرسه «آرامیان» تهیه شد. این چاپخانه پس از هشت سال تحت نظارت خلیفه‌گری ارمنیان آذربایجان قرار گرفت و چاپخانه خلیفه‌گری نامیده شد. در سال ۱۹۰۳ میلادی خلیفه ارمنیان آذربایجان «یقیشه مرادیان» به باکو سفر کرد. در باکو «میرزاجان میرزابگیان»، کارخانه دار بزرگ ارمنی که در مسکو و باکو کارخانه دخانیات داشت، یک دستگاه ماشین چاپ به خلیفه اهدا کرد. این ماشین چاپ در تبریز حدود هشتاد سال از آن استفاده شد. هم‌اکنون این ماشین چاپ در موزه خلیفه‌گری آذربایجان نگهداری می‌شود.

## صنعت چاپ در شهر تبریز
عباس میرزا نایب السلطنه میرزا زین العابدین تبریزی را مأمور فراگیری فن چاپ و به راه انداختن چاپخانه در تبریز کرد.
میرزا زین العابدین تبریزی به سال ۱۲۳۳ هجری قمری اسباب و آلات چاپ حروفی را به تبریز آورده و تحت حمایت عباس میرزا نایب السلطنه که در آن زمان حکمران آذربایجان بود مطبعه کوچکی برقرار نمود و کتاب مزبور میرزا ابوالقاسم فراهانی بود که حاوی قصه‌هایی از جنگ میان دولت ایران و روسیه که در مورخ ۱۲۲۸ هجری قمری (برابر با ۱۸۱۳ میلادی) با عهدنامه گلستان به پایان رسیده بود.
فهیمه باب‌الحوائج در کتاب «آشنایی با مبانی چاپ و نشر» خود می‌نویسد: عباس میرزا ولیعهد فتحعلیشاه چند تن از ایرانیان را به اروپا گسیل کرد تا صنعت چاپ را بیاموزند. سپس دستور داد که از روسیه ماشین چاپ وارد کنند. در سال ۱۸۱۶ میلادی هنرمند آذربایجانی میرزا زین العابدین تبریزی یکی از همین ماشین‌ها را به کار گرفت. دومین مطبعه که به ایران وارد شد مطبعه سنگی است که آن نیز در تبریز دایر شده است. جای تعجب است که مطبعه نخستین پس از کار کردن دیگر معمول نشد و مطبعه سنگی جای آن را گرفت.
شاید علت جایگزینی مطبعه سنگی به جای مطبعه سربی این باشد که افرادی مطبعه سربی و حروف آن را با نظر بدبینی نگاه می‌کردند و علامت کفر می‌دانستند یا چون حروف ما فارسی بود با حروف سربی در آن زمان نمی‌توانستیم تنوع در خطوط داشته باشیم در صورتی که در مطبعه سنگی از خوشنویسان کمک گرفته می‌شد. علی قاضی زاده در کتاب تبریز شهر اولین‌ها می‌نویسد: سخت‌گیری‌های کهنه پرستان باعث شده بود که به سبب گرانی طولانی و سخت بودن چاپ سنگی چاپ کتب و مطبوعات بسیار گران تمام شده و در نتیجه سال‌ها انتشار کتاب و نشریه با دشواری‌های فراوان همراه باشد.
دستگاه‌های چاپ که به ایران آورده شدند چاپ حروفی (سربی) بودند؛ اما این نوع چاپ دارای اشکالاتی بود که راه را برای پیدایش چاپ سنگی هموار کرد. چاپ‌های سربی دارای کیفیت خوبی نبودند و با نادرستی املایی و مشکلاتی هم چون کم رنگی و پاک شدن خطوط مواجه بودند. این نقیصه‌ها وقتی که در کنار نوشته‌های دست‌نویس با خط نستعلیق و دیگر خطوط دارای کیفیت عالی قرار می‌گرفت، بیشتر خود را نشان می‌داد و آشکار بود که مردم به متون دست‌نویس بیشتر بها می‌دهند.
متأسفانه این چاپخانه‌ها همیشه مورد بغض و کینه کوته اندیشان بود و در هر فرصتی که به دست می‌آوردند این مکان‌های فرهنگی را غارت می‌کردند. به گونه‌ای که کسروی می‌نویسد: مستبدین حروف سربی چاپخانه امید ترقی را ذوب کرده و به صورت گلوله درآورده و به روی این ملت بیچاره انداختند.
حسین امید در کتاب اولین‌ها می‌نویسد: در میان مطابع سنگی معروف تبریز می‌توان مطبعه سنگی علمیه (چاپ سنگی علمیه) را نام برد که به‌وسیله زین العابدین که به نام  آقا علمیه مشهور بود (نوه میرزا زین العابدین تبریزی) در سال ۱۲۹۰ هجری شمسی تأسیس یافته و این مطبعه در چاپ کتب مختلف خدمات مهمی انجام داده است.
حدود نود سال پس از تأسیس چاپخانه در تبریز نوه زین العابدین کسی که چاپخانه سنگی و سربی را در تبریز دایر کرد بنام زین العابدین مطبعه چی که پس از زیارت مکه به نام آقا معروف و هنگام گرفتن شناسنامه نام علمیه را برخود انتخاب نمود. وی ماشین چاپی از اروپا خریداری کرده و از طریق کشور مصر وارد بندر استانبول در ترکیه فعلی نمود و از این بندر توسط چهل گاومیش به تبریز منتقل کرد. آقا علمیه همرا با دستگاه‌های چاپ سنگی خود هشت تن از متخصصان صنعت چاپ را نیز از کشور آلمان برای نصب و آموزش این دستگاه‌ها به تبریز آورد.
این آلمانی‌های متخصص صنعت چاپ در منزل مسکونی آقا که ماشین‌های چاپ نیز در قسمتی از این خانه ۲۲۰۰ متر مربعی دایر شده بود ساکن شدند.
دختر  آقا علمیه اظهار می‌دارند که: زمان حمل گاومیش‌های حامل دستگاهای چاپ از کوچه‌های تنگ و باریک محله منجم تبریز به اجبار دیوارهای تعداد زیادی از خانه‌های همسایه‌ها را فرو ریخته و خراب کردند که آقا هزینه بازسازی دیوارهای فرو ریخته را نیز متحمل شدند. گفتنی است که نوه‌های آقا علمیه اغلب به کار آبا و اجدادی خویش روی آورده‌اند و در صنعت چاپ ایران مشغول به فعالیت هستند.

## چاپ تصویری در ایران
پیدایش چاپ تصویری در ایران به زمان محمد شاه بر می‌گردد. نخستین کتاب شناخته شده‌ای که چاپ مصور شد، کتاب «لیلی و مجنون» مکتبی بود که در سال۱۲۵۹هـ. ق به چاپ رسیده است. در چهار صفحه از این کتاب چهار تصویر وجود دارد که با مرکب چاپ ترسیم و به معمول زمان با دست آن‌ها را رنگ کرده‌اند.
پس از آن در سال۱۲۶۴قمری «دیوان فضولی بغدادی» را با بیست تصویر به چاپ رساندند.
بعد از آن کتاب «روضه المجاهدین» با هشت تصویر چاپ شد. از اول محرم سال ۱۳۰۰هجری قمری که اولین شمارهٔ روزنامهٔ «شرف» منتشر شد تا سال ۱۳۰۹هـ. ق هشتاد و هفت شمارهٔ آن دارای تصاویر بود.
روزنامهٔ «شرافت» هم که از صفر ۱۳۱۴ هـ. ق به چاپ می‌رسید مصور بود.
روزنامهٔ وقایع اتفاقیه به عنوان اولین روزنامهٔ دولتی و دومین روزنامهٔ ایرانی نیز از شماره ۴۷۰ (مورخ پنج شنبه ۲۱ محرم ۱۲۷۷) به بعد، مصور است و در مدت چهار سال ۸۸ شماره آن را مصور چاپ کرده‌اند. از آن پس، بهره‌گیری از چاپ مصور به تدریج در روزنامه‌های دیگر نیز معمول شد.
اولین فرد ایرانی که چاپ تصویری را فرا گرفت، آقا میرزا عبدالمطلب نقاش باشی اصفهانی بود.
میرزا عبدالمطلب از طرف امنای دولت به فرنگ فرستاده شده و در آن جا چاپ تصویری آموخته بود. وی از هوشمندان عصر خود بود و افراد دیگری از جمله آقا میرزا ابوتراب نقاش مخصوص وزارت انطباعات چاپ مصور را از او فراگرفته‌اند. در نظر داشته باشیم که میان چاپ سنگی مصور و چاپ سربی مصور تفاوت بود.
چاپ سنگی مصور همانند چاپ معمولی بود و تنها تفاوت آن به مهارت نقاش در ترکیب مرکب چاپ برمی‌گشت که مرکب آن را از مرکب معمولی غلیظ تر می‌ساخت، اما چاپ سربی مصور منوط به گراورسازی بود و هم‌زمان با پیدایش چاپ مصور در ایران، در اروپا با استفاده از تیزاب مطالب را روی چوب می‌کندند و از روی مدل حاصله به چاپ می‌رساندند.

## برای مطالعهٔ بیشتر
- Aslanian, Sebouh David. "THE EARLY ARRIVAL OF PRINT IN SAFAVID IRAN: NEW LIGHT ON THE FIRST ARMENIAN PRINTING PRESS IN NEW JULFA, ISFAHAN (1636-1650, 1686-1693)" (PDF).